# Lee Ji-Young
Lee Ji-Young, född den 26 november 1971, är en sydkoreansk landhockeyspelare.
Hon tog OS-silver i damernas landhockeyturnering i samband med de olympiska landhockeytävlingarna 1996 i Atlanta.